# Англосаксонски анали
Англосаксонски анали или Англосаксонске хронике је конвенционални назив за групу текстова заједничког порекла који жанровски стоје између анала и хроника, а покривају време од римског освајања Британије до 1154. године.

## Дело
Писање Англосаксонских анала започето је у време краља Алфреда Великог на основу текстова Проспера Тирона, Беде Венерабилиса, анала Мерсије и Весекса и усменог предања. Састављање ових анала део је Алфредове културне обнове Весекса крајем 9. века. Језгро анала са описима догађаја до 891. године на англосаксонском језику настало је у једном манастиру, а потом су копије рукописа разаслате и у друге. Ове копије су касније послужиле као основа за прераде основног текста и наставке до половине 12. века. Англосаксонске хронике су важан извор за историју Британских острва. 
Сачувано је укупно девет рукописа који су добили ознаке по словима абецеде. Најстарији рукопис је "А" (Паркерова хроника) чији је први део (до 900.) настао у Винчестеру, а други део (до 924.) у Кентерберију. Чува се у кембриџском колеџу Corpus Christi. То је, по свему судећи, матични рукопис анала.